# Lupinus onustus
Lupinus onustus är en ärtväxtart som beskrevs av Sereno Watson. Lupinus onustus ingår i släktet lupiner, och familjen ärtväxter. Inga underarter finns listade i Catalogue of Life.